# 桑普特鎮區 (阿肯色州布拉德利縣)
桑普特鎮區（英語：Sumpter Township）是位於美國阿肯色州布拉德利縣的一個行政鎮區。

## 地方資料
桑普特鎮區的面積為107.13平方千米，當中陸地面積為107.09平方千米，而水域面積為0.04平方千米。根據2010年美國人口普查的數據，當地共有人口126人，而人口密度為每平方千米1.18人。